# 和加尼牙孜
和加尼牙孜（1889年—1941年），尊称和加尼牙孜·阿吉（維吾爾語：خوجا نىياز ھاجى‎， 拉丁维文：Xoja Niyaz Haji），新疆哈密人，維吾爾族。中華民國大陸時期政治人物，1931年哈密叛乱的領導者，曾為東突厥斯坦伊斯蘭共和國總統，後出任新疆省副主席。

## 生平

### 早年
清光緒十五年（1889年），和加尼牙孜出生於新疆哈密縣的七道溝。其父為伊敏尼牙孜，是哈密回王的王府官員。光緒三十三年（1907年），和加尼牙孜參加了反對哈密回王沙木胡索特的吐爾巴克暴動。1912年又參加了鐵木爾·尼牙孜（تۆمۈرنىياز）領導的哈密暴動。鐵木爾失敗後，和加尼牙孜逃往奇臺、木壘，又來到博樂一帶，以打獵和販賣鹿茸為生。後輾轉投奔托克遜縣長庫爾班·尼牙孜，經舉薦回到哈密。沙木胡索特欣賞和加尼牙孜的槍法，赦免其罪，令其擔任王府侍衛隊的副隊長。

### 1931年哈密暴動
1930年，哈密回王沙木胡索特病逝，其子聶孜爾嗣位。新疆省主席金樹仁乘機對哈密進行改土歸流，將聶孜爾調往省會迪化（今烏魯木齊）任職，又收回貴族的土地，廢除了清代以來哈密回王的特權。由于吏治腐敗，加之改革措施不當，造成維、漢矛盾和地方矛盾加劇。1931年2月，伊吾縣駐軍的首領阿不都·尼牙孜·米拉甫聯絡地方勢力，率先舉事。駐紮哈密的新疆省軍師長劉希曾派兵鎮壓。和加尼牙孜與舊王府的官員（都爾嘎）紛紛趁亂起事，成為哈密暴動的主導力量。金樹仁任命的哈密警備旅長堯樂博斯也在暗中協助暴動勢力。和加尼牙孜率部尾隨並伏擊省軍，繳獲了大量軍械；又派人四處聯絡維、哈、回各族長老和阿訇，聲勢日益壯大，成為哈密各派反對勢力的首領。
在省軍屢屢失利的情勢下，金樹仁不得不派人招撫和加尼牙孜。和加尼牙孜要求省政府撤回哈密縣長和省軍，恢復哈密王制；並任命自己負責哈密地方防務。金樹仁不能接受其條件，將劉希曾撤回，以阿克蘇行政長朱瑞墀為師長，率旅長熊發有等再次進剿。但省軍內部腐敗嚴重，又不熟地形，無法剿滅暴動勢力。堯樂博斯因不滿受到監視，憤而逃出哈密漢城，投奔和加尼牙孜。當時哈密有回、漢、滿三城：回城即原哈密王府駐地；漢城又稱老城，為省軍主力駐地；滿城又稱新城，為清代滿營駐地。和加尼牙孜欲乘省軍未到時搶佔哈密回城，但回城民眾閉門不納，於是改為進攻哈密漢城。和加尼牙孜久攻不下，只得派堯樂博斯、司馬依前往首都南京向中央政府陳情，並尋求外部支援。

### 和、馬同盟

#### 馬仲英第一次入新

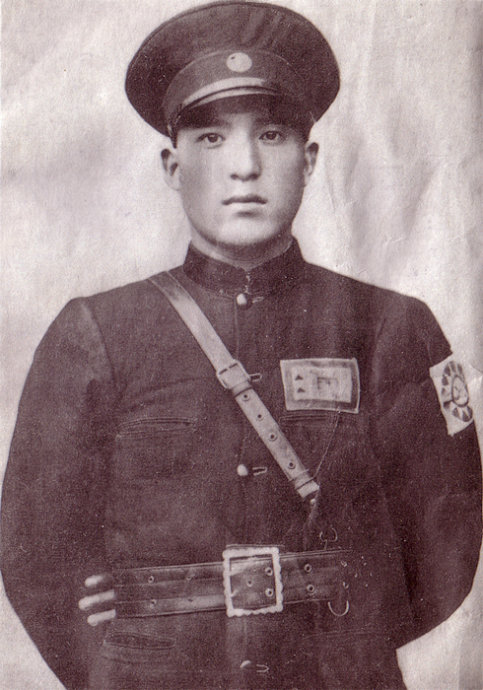
入新作戰的馬仲英

堯樂博斯等人剛離開哈密，行至甘肅肅州（今酒泉），就被當地的回族軍閥馬仲英探明底細。此時的馬仲英遭到青海馬步芳等勢力圍攻，敗退至甘肅西部。馬仲英設宴款待堯樂博斯，二人一拍即合。堯樂博斯放棄入京請願，馬仲英則決定率軍進入新疆，聯合和加尼牙孜，推翻金樹仁政府。馬仲英入新後，全省局勢逐漸陷入極度混亂之中。
1931年5月19日，馬仲英以“奉命出關”為名，率陸軍新編第36師的500餘人離開肅州，進軍哈密。在和加尼牙孜的策應下，馬軍吳英琦部夜襲哈密漢城，被守軍擊退後，轉而攻下哈密回城。不久，馬仲英攻克鎮西縣（今巴里坤縣）與哈密滿城，繳獲了大批武器和給養，朱瑞墀孤軍被圍困於漢城。金樹仁急命魯效祖為“東路剿匪總司令”、盛世才為督署參謀長率援軍馳援。馬仲英在瞭墩（位於七角井與哈密之間）大敗省軍先鋒杜國治旅，省軍受挫，金樹仁派田國禎與馬仲英議和，作緩兵之計。
馬仲英將從省軍手中所獲的大量武器彈藥全部運回甘肅，引起和加尼牙孜的強烈不滿，但此時二人矛盾並未公開化。不久，金、馬達成協議：哈密、鎮西兩地劃為馬仲英防區，僅在名義上隸屬於新疆省政府。和議完成後，金樹仁於8月密調伊犁屯墾使張培元接替魯效祖之職，盛世才仍為參謀長，省軍捲土重來。此時馬仲英負傷在身，也難以再次抵抗數倍於己的省軍，只得分批撤回甘肅，徐圖再舉。於是馬仲英留下馬世明、馬全祿等少量部隊，率主力回到甘肅安西縣、敦煌縣、玉門縣一帶駐紮。和加尼牙孜、堯樂博斯只得以孤軍抵擋張培元大軍。張培元於9月到任後，在乏馬塘（瞭墩與七角井之間）擊退馬世明、馬全祿，解哈密省軍之圍；熊發有也順勢佔領了哈密回城。和加尼牙孜率部退入哈密北部的八大石山中，繼續與省軍周旋。

#### 退守山中

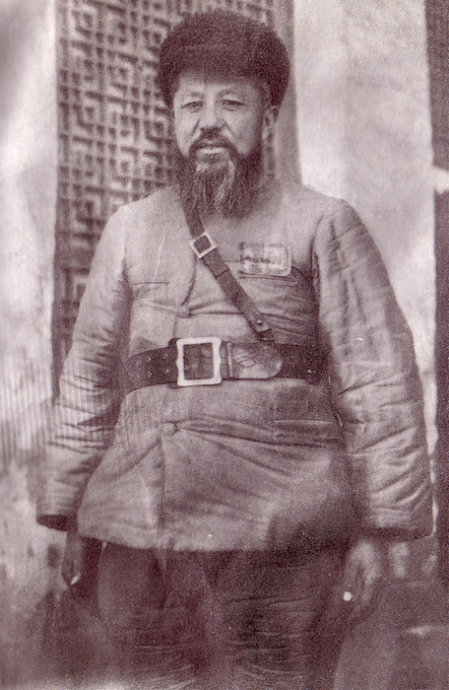
和加尼牙孜的副手堯樂博斯

省軍收復哈密後，和加尼牙孜與堯樂博斯之間的矛盾因軍隊指揮權問題而激化。此時，蘇聯共產黨和蒙古人民共和國（外蒙古）派出江森多爾濟（蒙古人）、阿寶（哈薩克人）、哈森木（維吾爾人）等代表與和加尼牙孜會晤，主動提供武器和資金，鼓勵其繼續從事反對漢人的“革命鬥爭”，並在和加尼牙孜、堯樂博斯之間調停。隨後，和、堯二人在七道溝召開會議，抱經宣誓，鞏固團結，和加尼牙孜被推舉為首領，並確定繼續執行聯馬抗金的政策。和加尼牙孜在蘇聯的直接援助下，很快恢復元氣。然而和、堯二人矛盾並未弭除，在軍隊指揮上仍各自為政，堯樂博斯的聲望甚至高於和加尼牙孜。
在省軍方面，張培元收復哈密後，並未出兵清剿叛軍餘部，而是採取和談手段拉攏堯樂博斯。金樹仁卻聽信其弟金樹信之言，懷疑張培元按兵不動是“別具用心”，突然將其免職，令其回迪化覆命。張培元憤而出走伊犁，與金樹仁決裂。金樹仁又調塔城行政長黎如海為東路警備司令，坐鎮哈密圍剿和加尼牙孜，並派盛世才、劉傑三赴援，下令務必將山中叛軍一鼓蕩平。但和加尼牙孜得到馬仲英派出的小股部隊（馬赫英）增援，劉傑三聽聞馬家軍之名不戰自潰，全軍覆沒。和、馬聯軍遭到省軍飛機的進攻，又避入山中。
自哈密事起，省軍在征討中喪失了杜國治、劉傑三兩個旅的兵力，金樹仁只得“改剿為撫”，派出一個由商人、翻譯組成的非政府官員代表團，先後與堯樂博斯、和加尼牙孜單獨和談。堯樂博斯拒絕會談，代表團轉而與和加尼牙孜達成協定：和加尼牙孜將其所有的兩千餘支鋼槍上繳（數量實為虛報），省府則向其提供小麥一百石、白銀四萬兩。但雙方都無誠意，最終也未履行協議。
1932年夏，省政府内以魯效祖為首的主戰派又佔了上風。金樹仁任命盛世才為“東路剿匪總指揮”，率富全、張毓秀、楊正中、巴平古特四路大軍圍剿和加尼牙孜。和加尼牙孜與堯樂博斯不得不再次平息內鬥，合力抗擊。和軍避實就虛，不與盛軍正面交戰；盛軍則步步為營，將和軍從天山五道溝逼至頭道溝，最後圍困於雪山鞍部的皮條曲。此時，和加尼牙孜、堯樂博斯又發生分歧，和主張堅守皮條曲，堯主張撤往鄯善，二人分道揚鑣。盛軍開進皮條曲時，和加尼牙孜派人詐降，獻上五十條槍為掩護，連夜逃出哈密，後來追上堯樂博斯的隊伍，前往鄯善。此後，叛亂於南疆復燃。盛世才則向省政府報捷，稱和加尼牙孜已逃出省界。

#### 轉戰吐魯番
1932年8月，馬仲英派馬世明率棗騮團入新支援和加尼牙孜。馬世明與和、堯會面後成立了聯合指揮部，由馬仲英任司令、和任南路軍總指揮、堯任“宣慰使”。馬世明勸說和加尼牙孜由哈密轉戰吐魯番，和加尼牙孜則認為應當先回師攻打哈密。馬世明遂假借和加尼牙孜之名進軍，並四處煽動地方勢力叛亂。
12月2日，馬世明攻佔鄯善；29日到達吐魯番的屬城魯克沁，謊稱和加尼牙孜來到吐魯番的三堡，鼓動當地的麻木提等人舉事。麻木提、馬世明合兵一處，擊退前來增援的省軍，又繳獲大批軍械。鄯善失陷後，金樹仁已無兵可調，只得起用熊發有前往平叛。熊發有於1933年1月5日攻克鄯善城後，為泄哈密被圍之憤，濫殺城內百姓，激起更大的民憤。馬世明、麻木提回軍攻打吐魯番，吐魯番守將馬福明倒戈，誘殺了由鄯善前來平叛的熊發有，局勢更為混亂。
吐魯番變亂直接威脅到省會迪化的安危，金樹仁急調盛世才赴吐魯番平亂，並加派“南疆剿匪總指揮”陳品修、副指揮西里克率蒙古騎兵前往鎮壓。盛世才率4000餘人從哈密出發，連克鄯善、托克遜、吐魯番等城。麻木提派人向和加尼牙孜求援，和加尼牙孜動身來到魯克沁。1月底，馬世明率部前往焉耆，在此成立“三十六師剿匪總司令部”，自任司令。麻木提殘部則繼續於托克遜、吐魯番一帶活動。3月中旬，麻木提殘部被盛軍擊潰，和加尼牙孜再度逃往吐由克。

#### 馬仲英第二次入新

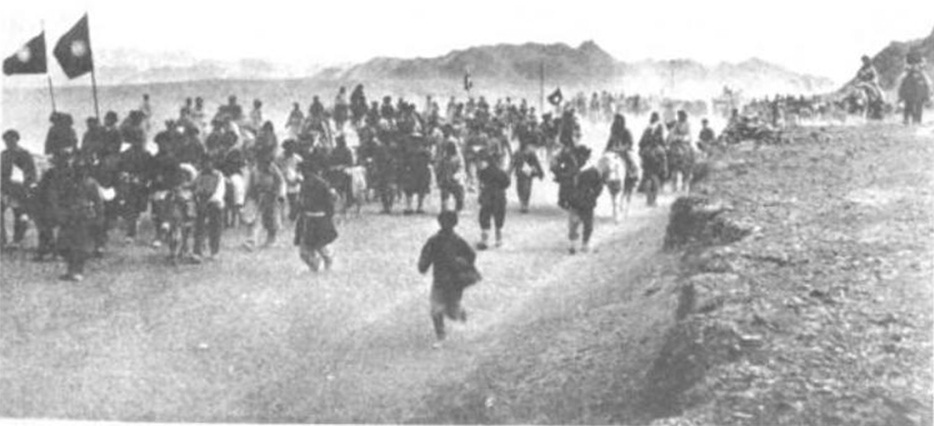
第二次進入哈密的國民革命軍36師維吾爾族部隊

實力壯大的馬仲英已於1933年1月再次進入新疆，目標直指省會迪化。3月17日，因馬全祿部隊攻打迪化，金樹仁召盛世才從托克遜撤回，援救省城。4月，迪化發生四·一二政變，金樹仁被迫下野。不久，手握軍權的盛世才控制了省政府。馬世明、麻木提得到喘息機會，鼓動各地反對勢力叛亂。此後，輪台、庫車、阿克蘇、疏勒（今喀什市）、和闐也相繼被當地亂軍佔據，南疆陷入全面動亂之中。為解救危局，盛世才利用和加尼牙孜與馬仲英的舊隙，採取拉攏分化的政策，成功瓦解了和加、馬同盟。5月，盛世才派代表與和加尼牙孜會談，雙方達成協議並簽字。按照協議，盛世才任命和加尼牙孜為“南疆警備司令”，並允諾不派軍進入南疆，事實上將南疆軍政大權授予和加尼牙孜。
1933年6月，和加尼牙孜與麻木提乘盛世才、馬仲英在阜康縣紫泥泉大戰之際，佔據了吐魯番、鄯善一帶。馬仲英在紫泥泉戰敗後，由木壘河南下，再次佔領吐魯番。7月，和加尼牙孜在焉耆被馬世明擊敗，向西退至庫車。此時，原本佔據阿克蘇的馬世明部下馬占倉，正坐鎮疏勒（喀什噶爾漢城）與烏斯滿、鐵木爾伯克等人混戰，和加尼牙孜又趁此機會來到阿克蘇。9月，國民政府派司法行政部長兼外交部長羅文幹赴迪化視察，與盛世才、劉文龍等確定省政府委員人選，劉文龍為省主席，盛世才、張培元、朱瑞墀、和加尼牙孜等十三人被任命為省政府委員。

### 短暫的總統生涯

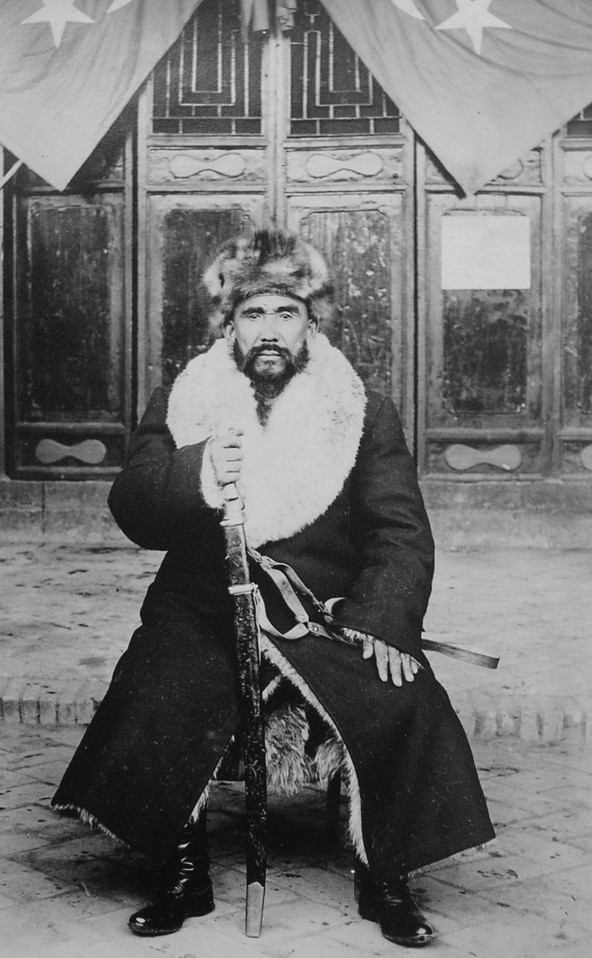
就任總統的和加尼牙孜

1933年馬仲英、盛世才在天山北路大戰之際，喀什噶爾、和闐的局勢也十分混亂。2月，和闐人穆罕默德·伊敏在墨玉縣截獲了金樹仁政府進口的軍火，發動叛亂，南下攻佔了和闐。伊敏推舉沙比提大毛拉為首領，成立“和闐臨時政府”，不久又出兵喀什噶爾。
1933年8月，伊敏來到喀什噶爾，打敗了柯爾克孜軍頭目烏斯滿，佔據疏附縣城（喀什噶爾回城）。伊敏遂與沙比提大毛拉醞釀建立伊斯蘭教國家的事宜。11月12日，穆罕默德·伊敏在疏附宣佈成立東突厥斯坦伊斯蘭共和國，缺席推舉和加尼牙孜為總統，沙比提大毛拉任總理。此時和加尼牙孜仍在阿克蘇，正派人赴烏什用牲畜換取蘇聯的武器。為爭取和加尼牙孜共同反對盛世才，沙比提派出使者，敦請和加尼牙孜就任總統。和加尼牙孜也欲借此擴張自己的實力，於是派麻木提前往疏附，與沙比提聯合攻打控制疏勒的馬占倉。
1934年1月13日，和加尼牙孜率領三四千人來到疏附，就任總統。和加尼牙孜上任後，立即召開會議，決定派外交部長喀司木加納阿吉向蘇聯購買武器，並遣使赴阿富汗、土耳其、印度等國，尋求外界的承認。然而，和加尼牙孜的總統生涯十分短暫。2月6日，馬仲英的先遣隊馬福元與馬占倉、喀什行政長馬紹武聯合，攻下了疏附城，東突厥斯坦政權隨即瓦解，官員四散而逃。和加尼牙孜逃往烏恰縣，沙比提逃往莎車縣，伊敏逃回和闐。

### 加入盛世才政府
和加尼牙孜在烏恰县時，蘇聯派人來到中苏边界处的伊尔克什坦与其交涉，要求和加尼牙孜遵守與盛世才訂立的協議，並抓捕沙比提等人。和加尼牙孜感到“不僅自己的性命發生了危險，而且失掉俄人的信任”，於是同意解散東突厥斯坦政權，接受了省方的條件。盛世才保舉和加尼牙孜為新疆省副主席，和加尼牙孜則保證服從省政府的領導。1934年3月2日，沙比提大毛拉在莎車縣召開內閣會議，宣佈和加尼牙孜為叛徒。5月，和加尼牙孜抓捕沙比提，將其押解至迪化交給省政府。7月，和加尼牙孜留下麻木提的部隊在喀什噶爾駐紮，在蘇聯軍事顧問馬林科夫的陪同下前往迪化。10月12日，和加尼牙孜就任省政府副主席。和加尼牙孜的親信阿不都熱合滿出任省財政廳副廳長。

### 陰謀暴動案
和加尼牙孜出任省副主席後，1934年8月，麻木提統率的維吾爾、柯爾克孜士兵1500餘人被改編為新疆陸軍步兵第七師，麻木提任師長。盛世才任命代理伊犁屯墾使劉斌為喀什警備司令，監視麻木提的動向。麻木提原本就反對和加尼牙孜出任省副主席，又對盛世才的監控不滿，於1937年發動叛亂。劉斌率省軍迅速平叛，麻木提逃往印度。但麻木提的叛亂很快牽連到和加尼牙孜。1937年8月，盛世才製造“陰謀暴動案”，開始大規模清洗省政府官員。和加尼牙孜被誣陷為麻木提在省城的內應，於10月11日在歡送陳立夫的宴會結束後被捕。1941年，和加尼牙孜在獄中被處決。

### 引用
1. ↑  《中國經營西域史》，五四四頁
2. ↑  《新疆風暴七十年》，1748頁
3. ↑  穆罕默德·伊敏，《新疆近代史》，1949年迪化出版
4. ↑  古拉穆丁·帕赫塔，《中蘇在東突厥斯坦的合作：1933年起義》
5. ↑  《哈密地區志》第三十二编人物傳